# Filippo Hercolani, markiz de Florimonte
Filippo Hercolani, markiz de Florimonte – austriacki dyplomata pochodzenia włoskiego, żyjący w XVIII wieku.
Jego przodkiem był kondotier Cesare Hercolani (1499-1534). Jako dyplomata w służbie Austrii Filippo był w latach 1705–1714 ambasadorem Austrii w Wenecji. Był człowiekiem wykształconym, m.in. korespondował z uczonym i antykwariuszem Giovanni Ludovico Bianconim. Mieszkał w Palazzo Hercolani w mieście Forlì.